# Cracóvia
Cracóvia (em polonês: Kraków; em latim: Cracovia; em alemão: Krakau) é uma cidade no sul da Polônia, na voivodia da Pequena Polônia. Estende-se por uma área de 326,85 km², com 774 839 habitantes, segundo os censo de 2019, com a densidade: 2 370,6 hab./km². Localiza-se no sul do país, nas margens do rio Vístula. É uma das cidades mais antigas da Polônia e a segunda maior cidade do país. A capital da Polônia em 1039-1079, 1138-1290 e 1296-1596 (oficialmente até 1795), a principal cidade da coroação dos reis da Polônia e até 1609-1611 a cidade residencial dos reis da Polônia.

## História
A cidade cresceu de um assentamento da Idade da Pedra para a segunda cidade mais importante da Polônia. Começou como um vilarejo em Wawel Hill e foi relatado por Ibrahim ibn Yaqub, um comerciante do século X de Córdova, como um movimentado centro comercial da Europa Central em 985. Com o estabelecimento de novas universidades e locais culturais no surgimento da Segunda República Polonesa em 1918 e ao longo do século XX, Cracóvia reafirmou seu papel como um importante centro acadêmico e artístico nacional. A partir de 2022, a cidade tem uma população de 800 653 habitantes, com aproximadamente 8 milhões de pessoas adicionais vivendo dentro de um raio de 100 km (62 milhas) de sua praça principal.
Em 1038, Cracóvia se tornou a sede do governo polonês. No final do século X, a cidade era um dos principais centros de comércio. Edifícios de tijolos foram construídos, incluindo o Castelo Real de Wawel com a rotunda de São Felix e Santo Adauto, igrejas românica como Igreja de Santo André, uma Catedral de Wawel e a Basílica de Santa Maria. A cidade foi saqueada e queimada durante a invasão mongol de 1241. Foi reconstruída de forma praticamente idêntica, com base na nova lei de localização e incorporado em 1257 pelo alto duque Bolesław Wstydliwy, o Casto, que, seguindo o exemplo de Breslávia, introduziu direitos de cidade modelados na lei de Magdeburgo, permitindo benefícios fiscais e novos privilégios comerciais para os cidadãos. Em 1259, a cidade foi novamente devastada pelos mongóis. Um terceiro ataque em 1287 foi repelido graças em parte às fortificações recém-construídas.
Em 1335, o rei Casimiro III, o Grande (polonês: Kazimierz) declarou que os dois subúrbios ocidentais eram uma nova cidade com seu nome, Kazimierz (latim: Casimiria). As muralhas defensivas foram erguidas em torno da seção central de Kazimierz em 1362, e um terreno foi reservado para a ordem agostiniana ao lado de Skałka. A cidade ganhou destaque em 1364, quando Casimir fundou a Universidade Jaguelônica, a segunda universidade mais antiga da Europa Central, depois da Universidade Carolina em Praga. Casimir também começou a trabalhar em um campus para a academia em Kazimierz, mas morreu em 1370 e o campus nunca foi concluído.
A cidade continuou a crescer sob a dinastia conjunta lituano-polonesa Jagiellon. Como a capital do reino da Polônia e membro da Liga Hanseática, a cidade atraiu muitos artesãos do exterior, empresas e guildas à medida que a ciência e as artes começaram a florescer. A chancelaria real e a universidade garantiram um primeiro florescimento da cultura literária polonesa na cidade.
Após a invasão da Polónia pela Alemanha Nazista no início da Segunda Guerra Mundial, o recém-definido Distrikt Krakau (Distrito de Cracóvia) tornou-se a capital do Governo Geral da Alemanha. A população judaica da cidade foi forçada a entrar em uma zona murada conhecida como Gueto de Cracóvia, de onde foram enviados para Campos de extermínio na Polónia ocupada durante a Segunda Guerra Mundial como a vizinha Auschwitz e Plaszow. No entanto, a cidade foi poupada da destruição e de grandes bombardeios.

### A "Idade de Ouro" de Cracóvia
Os séculos XV e XVI eram conhecidos como Złoty Wiek ou Idade de Ouro da Polônia. Muitas obras de arte e arquitetura renascentistas polonesas foram criadas,incluindo antigas sinagogas no bairro judeu de Cracóvia, localizado na parte nordeste de Kazimierz, como a Antiga Sinagoga. Durante o reinado de Casimiro IV Jagelão da Polônia, vários artistas vieram trabalhar e morar em Cracóvia, e Jan Haller estabeleceu uma imprensa na cidade depois que Kasper Straube imprimiu o Almanaque cracoviano para o ano de 1474, o primeiro trabalho impresso na Polônia, em 1473.

Em 1520, o sino da igreja mais famoso da Polônia, chamado Zygmunt em homenagem a Sigismundo I da Polônia, foi lançado por Hans Behem. Naquela época, Hans Dürer, um irmão mais novo do artista e pensador Albrecht Dürer, era o pintor da corte de Sigismundo. Hans von Kulmbach produzia retábulos para várias igrejas. Em 1553, o conselho distrital de Kazimierz deu ao Qahal judeu (conselho de uma comunidade autônoma judaica) uma licença para o direito de construir suas próprias paredes interiores através da seção ocidental das muralhas defensivas já existentes. As muralhas foram expandidas novamente em 1608 devido ao crescimento da comunidade e ao afluxo de judeus da Boêmia. Em 1572, o rei Sigismundo II Augusto da Polônia, o último dos Jagiellons, morreu sem filhos. O trono polonês passou para Henrique III de França e depois para outros governantes estrangeiros em rápida sucessão, causando um declínio na importância da cidade. Além disso, em 1596, Sigismundo III Vasa da Polônia, da Casa de Vasa, mudou a capital administrativa da comunidade polaco-lituana de Cracóvia para Varsóvia. A cidade foi desestabilizada por pilhagem na década de 1650 durante a invasão sueca, especialmente durante o cerco de 1655. Mais tarde, em 1707, a cidade sofreu um surto de peste bubônica que deixou 20 000 dos moradores da cidade mortos.

### Século XIX
Já enfraquecida durante o século XVIII, em meados da década de 1790, a Comunidade Polaco-Lituana havia sido dividida duas vezes por seus vizinhos: Rússia, Império Habsburgo e Prússia. Em 1791, o Sacro Imperador Romano-Germânico, Leopoldo II, mudou o status de Kazimierz como uma cidade separada e a transformou em um distrito de Cracóvia. As famílias judaicas mais ricas começaram a se mudar. No entanto, por causa da liminar contra viagens no sábado, a maioria das famílias judias ficou relativamente perto das sinagogas históricas. Em 1794, Tadeusz Kościuszko iniciou uma insurreição malsucedida na Praça Principal da cidade que, apesar de sua vitoriosa Batalha de Racławice contra um exército russo numericamente superior, resultou na terceira e última partição da Polônia.
Em 1802, o alemão se tornou a língua oficial da cidade. dos membros nomeados pelos Habsburgos para o conselho municipal, apenas metade eram poloneses. De 1796 a 1809, a população da cidade aumentou de 22 000 para 26 000, com uma porcentagem crescente de nobres e funcionários. Em 1809, Napoleão Bonaparte capturou antigos territórios poloneses da Áustria e fez da cidade parte do Ducado de Varsóvia. Durante o tempo do Ducado de Varsóvia, os requisitos para manter o exército polonês seguidos por passeios de tropas austríacas, polonesas e russas, além da ocupação russa e uma enchente no ano de 1813, todos se somaram ao desenvolvimento adverso da cidade com uma alta carga de dívida nas finanças públicas e muitas oficinas e casas comerciais que precisavam fechar suas atividades. Após a derrota de Napoleão, o Congresso de Viena de 1815 restaurou os limites pré-guerra, mas também criou a Cidade Livre de Cracóvia, parcialmente independente. Uma insurreição em 1846 falhou, resultando na anexação da cidade pela Áustria sob o nome de Grão-Ducado de Cracóvia (polonês: Wielkie Księstwo Krakowskie, alemão: Großherzogtum Krakau).
Esta República de Cracóvia (1815-1846) incluiu as cidades de Chrzanow, Trzebinia e Nowa Gora e 224 aldeias. Fora da cidade, a mineração e a metalurgia começaram a se desenvolver. A própria população de Cracóvia cresceu neste momento de 23 000 para 43 000, a da República de 88 000 para 103 000. A população da cidade tinha um número crescente de clérigos, funcionários e intelectualidades católicos com os quais os habitantes ricos da cidade simpatizavam. Eles se opuseram à aristocracia fundiária conservadora, que também foi cada vez mais atraída para os imóveis da cidade, embora sua renda ainda viesse principalmente de suas possessões agrícolas na República, no Reino da Polônia e na Galiza. A porcentagem da população judaica na cidade também aumentou neste período de 20,8% para 30,4%. Uma zona de livre comércio levou a um desenvolvimento econômico positivo. Mas por causa da situação política instável e da insegurança sobre o futuro, não muito da riqueza acumulada foi investida. Através do aumento de impostos, costumes e regulamentos, os preços subiram e a cidade caiu em recessão. De 1844 a 1850, a população diminuiu em mais de 4 000 habitantes.
Em 1866, a Áustria concedeu um grau de autonomia à Galiza após sua própria derrota na Guerra Austro-Prussiana. Cracóvia politicamente mais livre tornou-se um símbolo nacional polonês e um centro de cultura e arte, conhecido frequentemente como a "Atena polonesa" (Polskie Ateny). Muitos principais artistas poloneses do período residiam em Cracóvia, entre eles o qual o pintor seminal Jan Matejko, enterrado no Cemitério Rakowicki e o fundador do drama polonês moderno, Stanisław Wyspiański. Fin de siècle Cracóvia evoluiu para uma metrópole moderna; água corrente e bondes elétricos foram introduzidos em 1901, e entre 1910 e 1915, Cracóvia e suas comunidades suburbanas vizinhas foram gradualmente combinadas em uma única unidade administrativa chamada Grande Cracóvia (Wielki Kraków).
Na eclosão da Primeira Guerra Mundial em 3 de agosto de 1914, Józef Piłsudski formou uma pequena unidade militar de quadros, a Primeira Companhia de Quadros—a antecessora das Legiões Polonesas—que partiram de Cracóvia para lutar pela libertação da Polônia. A cidade foi brevemente sitiada por tropas russas em novembro de 1914. O domínio austríaco em Cracóvia terminou em 1918, quando o Comitê de Liquidação Polonês assumiu o poder.

### Século XX até o presente
Após o surgimento da Segunda República Polonesa em 1918, Cracóvia retomou seu papel como um importante centro acadêmico e cultural polonês, com o estabelecimento de novas universidades, como a Universidade de Ciência e Tecnologia AGH e a Academia de Belas Artes Jan Matejko, incluindo várias escolas vocacionais novas e essenciais. A cidade se tornou um importante centro cultural para os judeus poloneses, incluindo grupos sionistas e bundistas. Cracóvia também foi um centro influente da vida espiritual judaica, com todas as suas manifestações de observância religiosa - do ortodoxo ao judaísmo hassídico e reformista - florescendo lado a lado.
Após a invasão da Polônia pela Alemanha nazista em setembro de 1939, a cidade de Cracóvia tornou-se parte do Governo Geral, uma região administrativa separada do Terceiro Reich. Em 26 de outubro de 1939, o regime nazista criou o Distrikt Krakau, um dos quatro distritos do Governo Geral. No mesmo dia, a cidade de Cracóvia também se tornou a capital da administração. O Governo Geral foi governado pelo governador-geral Hans Frank, que estava baseado no Castelo Wawel da cidade. Os nazistas imaginaram transformar Cracóvia em uma cidade completamente germanizada; após a remoção de todos os judeus e poloneses, a renomeação de locais e ruas para a língua alemã e o patrocínio da propaganda tentando retratá-la como uma cidade historicamente alemã. Em 28 de novembro de 1939, Hans Frank criou Judenräte ("Conselhos Judaicos") para serem administradas por cidadãos judeus com o objetivo de executar ordens para os nazistas. Essas ordens incluíam o registro de todos os judeus que viviam em cada área, a cobrança de impostos e a formação de grupos de trabalho forçado. O Exército Interno Polonês manteve um sistema administrativo subterrâneo paralelo.
Na véspera da Segunda Guerra Mundial, cerca de 56 000 judeus residiam em Cracóvia, quase um quarto de uma população total de cerca de 250 000. Em novembro de 1939, a população judaica de Cracóvia havia crescido para aproximadamente 70 000. De acordo com as estatísticas alemãs de 1940, mais de 200 000 judeus viviam em todo o distrito de Cracóvia, compreendendo mais de 5% da população total do distrito. Essas estatísticas, no entanto, provavelmente subestimam a situação.
Em novembro de 1939, durante uma operação conhecida como "Sonderaktion Krakau", os alemães prenderam mais de 180 professores universitários e acadêmicos e os enviaram para os campos de concentração de Sachsenhausen e Dachau, embora os sobreviventes tenham sido posteriormente libertados a pedido de italianos proeminentes.
Antes da formação de guetos, que começou no Distrikt em dezembro de 1939, os judeus foram encorajados a fugir da cidade. Para aqueles que permaneceram, as autoridades alemãs decidiram em março de 1941 alocar um bairro então suburbano, o distrito de Podgórze, para se tornar o gueto de Cracóvia - lá muitos judeus morreriam de doença ou fome. Inicialmente, a maioria dos guetos estava aberta e os judeus podiam entrar e sair livremente. No entanto, com o tempo, os guetos geralmente eram fechados e a segurança se tornava mais apertada. A partir do outono de 1941, a SS desenvolveu a política de extermínio através do trabalho,que piorou ainda mais as condições já sombras para os judeus. Os habitantes do gueto foram posteriormente assassinados ou enviados para campos de extermínio alemães, incluindo Bełżec e Auschwitz, e para o campo de concentração de Cracóvia-Płaszów. As maiores deportações dentro do Distrikt ocorreram de junho a setembro de 1942. Mais especificamente, a deportação do gueto de Cracóvia ocorreu na primeira semana de junho de 1942,e em março de 1943 o gueto foi definitivamente liquidado.
Roman Polanski, o diretor de cinema, sobreviveu ao gueto de Cracóvia. Oskar Schindler selecionou funcionários do gueto para trabalhar em seufábrica de esmaltes Deutsche Emailwaren Fabrik (Emalia para abreviar), salvando-os dos acampamentos. Da mesma forma, muitos homens capazes de trabalho físico foram salvos das deportações para campos de extermínio e, em vez disso, enviados para campos de trabalho em todo o Governo Geral. Em setembro de 1943, o último dos judeus do gueto de Cracóvia havia sido deportado. Embora saqueada pelas autoridades ocupacionais, Cracóvia permaneceu relativamente intacta no final da Segunda Guerra Mundial, com a maior parte do legado histórico e arquitetônico da cidade poupado. As forças soviéticas sob o comando do marechal Ivan Konev entraram na cidade em 18 de janeiro de 1945 e começaram a prender poloneses leais ao governo polonês no exílio ou àqueles que haviam servido no Exército Interno.
Após a guerra, sob a República Popular da Polônia (oficialmente declarada em 1952), a comunidade intelectual e acadêmica de Cracóvia ficou sob completo controle político. As universidades logo foram privadas dos direitos de impressão e autonomia. O governo stalinista da Polônia ordenou a construção da maior siderúrgica do país no recém-criado subúrbio de Nowa Huta. A criação da gigante Lenin Steelworks (agora Sendzimir Steelworks de propriedade da Mittal) selou a transformação de Cracóvia de uma cidade universitária em um centro industrial. A nova população da classe trabalhadora, atraída pela industrialização de Cracóvia, contribuiu para o rápido crescimento.
Em 1978, Karol Wojtyła, o arcebispo da Cracóvia, foi elevado ao papado como Papa João Paulo II — o primeiro papa não italiano em 455 anos. Também naquele ano, a UNESCO aprovou todo o Centro Histórico de Cracóvia e a vizinha Mina de Sal Wieliczka como o primeiro Patrimônio Mundial da Polônia. Cracóvia é classificada como uma Cidade global com o ranking de "alta suficiência" pela Globalization and World Cities Research Network.

## Arquitetura, educação, cultura e religião

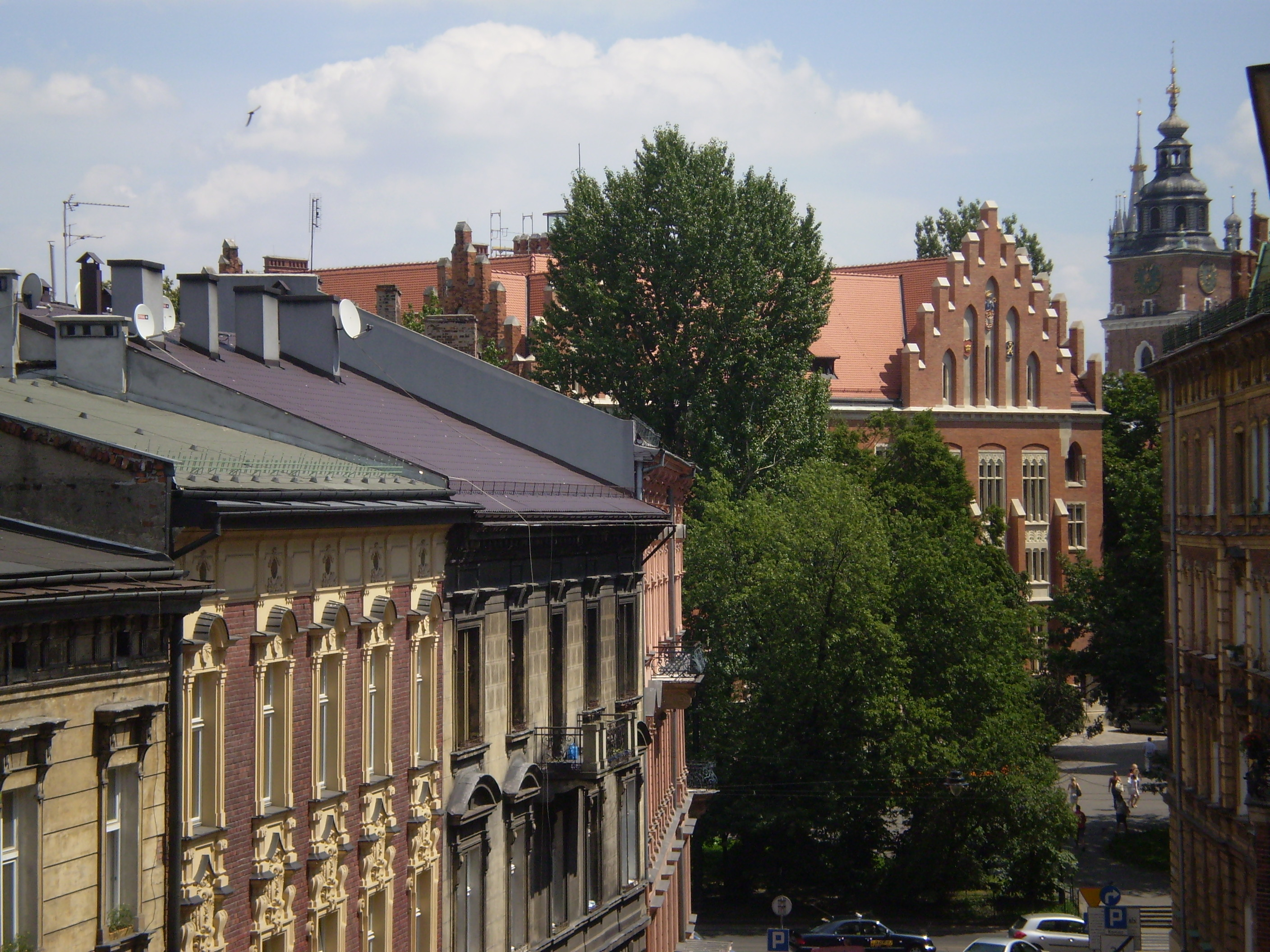
Centro Histórico

Citada como uma das cidades mais bonitas da Europa, bem como um dos destinos mais particulares no mundo, a cidade tem uma herança cultural extensa herança cultural em sua arquitetura gótica, renascentista e barroca inclui a Catedral de Wawel e o Castelo Real de Wawel nas margens do rio Vístula, Basílica de Santa Maria, Igreja de São Pedro e São Paulo e a maior praça do mercado medieval da Europa, Rynek Główny.
A cidade também abriga várias instituições de importância nacional, como o Museu Nacional, a Ópera de Cracóvia, o Teatro Juliusz Słowacki, o Antigo Teatro Nacional de Cracovia Helena Modrzejewska e a Biblioteca Jaguelônica. A cidade é servida pelo Aeroporto Internacional São João Paulo II de Cracóvia-Balice, o segundo aeroporto mais movimentado do país e o aeroporto internacional mais importante para os habitantes do sudeste da Polônia.
Em 2000, Cracóvia foi nomeada Capital Europeia da Cultura. Em 2013, Cracóvia foi oficialmente aprovada como uma Cidade de Literatura da UNESCO. A cidade sediou a Jornada Mundial da Juventude de 2016, sendo considerado pelos católicos, o ano santo da misericórdia em honra ao Papa São João Paulo II.

### Praça principal
A praça principal de Cracóvia chama-se Rynek Główny. Existe desde o século XIII e tem cerca de 40 000 m² (é uma das maiores praças medievais da Europa). É um espaço rectangular rodeado por prédios históricos. O centro dela é dominado pelo Sukiennice, um salão do mercado medieval reconstruída em 1555 em estilo renascentista — a sua varanda é decorada com máscaras esculpidas. Deste lado está a torre da câmara municipal (Wieża Ratuszowa), do outro, erguendo-se acima da praça, estão as torres góticas da Basílica de Santa Maria (Kościół Mariacki).

## Educação
O ensino superior em Cracóvia ocorre em 10 instituições de nível universitário com cerca de 120 000 a mais de 170 000 alunos (com base em anos e diferentes provedores de dados) e 10 000 professores, bem como em várias faculdades não públicas.
A Cracóvia é o lar da Universidade Jaguelônica, uma das universidades mais antigas do mundo e tradicionalmente a instituição de ensino superior mais respeitável da Polônia. A cidade também abriga outras universidades como a Universidade de Ciência e Tecnologia AGH, Escola Politécnica de Cracóvia Tadeusza Kościuszki, Universidade de Economia de Cracóvia, Academia de Música Krzysztof Penderecki, Universidade de Pedagogia de Cracóvia, Universidade Agrícola de Cracóvia Hugona Kołłątaja, Academia de Belas Artes de Cracóvia Jan Matejko, Academia de Educação Física de Cracóvia Bronisława Czecha, Pontifícia Universidade de Cracóvia João Paulo II, além de diversas instituições particulares e privadas.

## Geografia
Cracóvia fica na parte sul da Polônia, no rio Vístula, em um vale no sopé das montanhas dos Cárpatos, 219 m acima do nível do mar; a meio caminho entre a Montanha da Rocha Jurássia (polonês: Jura Krakowsko-Częstochowska) ao norte, e as Montanhas Tatra a 100 km ao sul, constituindo a fronteira natural com a Eslováquia e a República Tcheca; 230 km a oeste da fronteira com a Ucrânia.
Existem cinco reservas naturais na Cracóvia, com uma área combinada de 48,6 hectares. Devido ao seu valor ecológico, essas áreas são legalmente protegidas. A parte ocidental da cidade, ao longo de seu lado norte e noroeste, faz fronteira com uma área de importância internacional conhecida como o refúgio Jurássico Bielany-Tyniec. Os principais motivos para a proteção desta área incluem a vida selvagem vegetal e animal e as características geomorfológicas e a paisagem da área. Outra parte da cidade está localizada dentro do 'corredor' ecológico do vale do rio Vístula. Este corredor também é avaliado como sendo de importância internacional como parte da rede ecológica pan-europeia. O centro da cidade está situado na margem esquerda (norte) do rio.

### Clima
Oficialmente, Cracóvia tem um clima oceânico temperado, denotado pela Classificação climática de Köppen-Geiger como Cfb,melhor definido como um clima semicontinental. Em períodos de referência mais antigos, foi classificado como um clima continental quente de verão (Dfb). Pela classificação de Wincenty Okołowicz, tem um clima temperado quente no centro da Europa continental com a "fusão" de diferentes características.
Devido à sua localização geográfica, a cidade pode estar sob influência marinha, às vezes influência ártica, mas sem influência direta, dando à cidade condições meteorológicas variáveis em curtos espaços de tempo.
Estando em direção à Europa oriental e a uma distância relativamente considerável do mar, Cracóvia tem diferenças significativas de temperatura de acordo com o progresso de diferentes massas de ar, tendo quatro estações definidas do ano. As temperaturas médias no verão variam de 18,6 a 20,4 °C e no inverno de -6 a 0,8 °C. A temperatura média anual é de 10,0 °C. No verão, as temperaturas geralmente excedem 25 °C, chegando mesmo a 30 °C, enquanto no inverno as temperaturas caem para -5 °C à noite e cerca de 0 °C durante o dia. Durante noites muito frias, a temperatura pode cair para −15 °C. A cidade fica perto das Montanhas Tatra, muitas vezes há ocorrências de sopro de halny (um vento Föhn), fazendo com que as temperaturas subam rapidamente e, mesmo no inverno, cheguem a 20 °C (68 °F). citação necessária]
Em relação a Varsóvia, as temperaturas são muito semelhantes durante a maior parte do ano, exceto que nos meses mais frios, o sul da Polônia tem uma faixa de temperatura diária maior, ventos mais moderados, dias geralmente mais chuvosos e com maiores chances de céu limpo em média, especialmente no inverno. O ângulo mais alto do sol também permite uma crescimento escandente mais longa. Além disso, para dados mais antigos, havia menos sol do que a capital do país, cerca de 30 minutos por dia por ano, mas ambos têm pequenas diferenças na umidade relativa e a direção dos ventos é nordeste.
A tabela climática abaixo apresenta dados meteorológicos de 2000 a 2012, embora o período oficial de referência de Köppen tenha sido de 1981 a 2010 (portanto, não sendo tecnicamente um normal climatológico). De acordo com medições em andamento, a temperatura aumentou durante esses anos em comparação com a última série. Esse aumento é em média de cerca de 0,6 °C ao longo de todos os meses. O aquecimento é mais pronunciado durante os meses de inverno, com um aumento de mais de 1,0 °C em janeiro.
| Dados climáticos para Aeroporto de Cracóvio (KRK), 1991–2020 normals, extremes 1951–present | Dados climáticos para Aeroporto de Cracóvio (KRK), 1991–2020 normals, extremes 1951–present | Dados climáticos para Aeroporto de Cracóvio (KRK), 1991–2020 normals, extremes 1951–present | Dados climáticos para Aeroporto de Cracóvio (KRK), 1991–2020 normals, extremes 1951–present | Dados climáticos para Aeroporto de Cracóvio (KRK), 1991–2020 normals, extremes 1951–present | Dados climáticos para Aeroporto de Cracóvio (KRK), 1991–2020 normals, extremes 1951–present | Dados climáticos para Aeroporto de Cracóvio (KRK), 1991–2020 normals, extremes 1951–present | Dados climáticos para Aeroporto de Cracóvio (KRK), 1991–2020 normals, extremes 1951–present | Dados climáticos para Aeroporto de Cracóvio (KRK), 1991–2020 normals, extremes 1951–present | Dados climáticos para Aeroporto de Cracóvio (KRK), 1991–2020 normals, extremes 1951–present | Dados climáticos para Aeroporto de Cracóvio (KRK), 1991–2020 normals, extremes 1951–present | Dados climáticos para Aeroporto de Cracóvio (KRK), 1991–2020 normals, extremes 1951–present | Dados climáticos para Aeroporto de Cracóvio (KRK), 1991–2020 normals, extremes 1951–present | Dados climáticos para Aeroporto de Cracóvio (KRK), 1991–2020 normals, extremes 1951–present |
| Mês                                                                                         | Jan                                                                                         | Fev                                                                                         | Mar                                                                                         | Abr                                                                                         | Mai                                                                                         | Jun                                                                                         | Jul                                                                                         | Ago                                                                                         | Set                                                                                         | Out                                                                                         | Nov                                                                                         | Dez                                                                                         | Ano                                                                                         |
| ------------------------------------------------------------------------------------------- | ------------------------------------------------------------------------------------------- | ------------------------------------------------------------------------------------------- | ------------------------------------------------------------------------------------------- | ------------------------------------------------------------------------------------------- | ------------------------------------------------------------------------------------------- | ------------------------------------------------------------------------------------------- | ------------------------------------------------------------------------------------------- | ------------------------------------------------------------------------------------------- | ------------------------------------------------------------------------------------------- | ------------------------------------------------------------------------------------------- | ------------------------------------------------------------------------------------------- | ------------------------------------------------------------------------------------------- | ------------------------------------------------------------------------------------------- |
| Recorde alta °C (°F)                                                                        | 16.6 (61.9)                                                                                 | 19.8 (67.6)                                                                                 | 24.1 (75.4)                                                                                 | 30.0 (86)                                                                                   | 32.6 (90.7)                                                                                 | 34.2 (93.6)                                                                                 | 35.7 (96.3)                                                                                 | 37.3 (99.1)                                                                                 | 34.8 (94.6)                                                                                 | 27.1 (80.8)                                                                                 | 22.5 (72.5)                                                                                 | 19.3 (66.7)                                                                                 | 37.3 (99.1)                                                                                 |
| Média máxima °C (°F)                                                                        | 10.0 (50)                                                                                   | 12.3 (54.1)                                                                                 | 18.0 (64.4)                                                                                 | 24.3 (75.7)                                                                                 | 27.9 (82.2)                                                                                 | 31.1 (88)                                                                                   | 32.5 (90.5)                                                                                 | 32.2 (90)                                                                                   | 27.6 (81.7)                                                                                 | 23.4 (74.1)                                                                                 | 17.3 (63.1)                                                                                 | 10.9 (51.6)                                                                                 | 33.8 (92.8)                                                                                 |
| Média alta °C (°F)                                                                          | 1.6 (34.9)                                                                                  | 3.7 (38.7)                                                                                  | 8.4 (47.1)                                                                                  | 15.1 (59.2)                                                                                 | 19.8 (67.6)                                                                                 | 23.2 (73.8)                                                                                 | 25.3 (77.5)                                                                                 | 25.0 (77)                                                                                   | 19.5 (67.1)                                                                                 | 14.0 (57.2)                                                                                 | 7.6 (45.7)                                                                                  | 2.7 (36.9)                                                                                  | 13.8 (56.8)                                                                                 |
| Média diária °C (°F)                                                                        | −1.6 (29.1)                                                                                 | −0.2 (31.6)                                                                                 | 3.5 (38.3)                                                                                  | 9.3 (48.7)                                                                                  | 14.0 (57.2)                                                                                 | 17.6 (63.7)                                                                                 | 19.3 (66.7)                                                                                 | 18.9 (66)                                                                                   | 13.9 (57)                                                                                   | 8.8 (47.8)                                                                                  | 3.8 (38.8)                                                                                  | −0.5 (31.1)                                                                                 | 8.9 (48)                                                                                    |
| Média baixa °C (°F)                                                                         | −4.7 (23.5)                                                                                 | −3.7 (25.3)                                                                                 | −0.8 (30.6)                                                                                 | 3.7 (38.7)                                                                                  | 8.5 (47.3)                                                                                  | 12.2 (54)                                                                                   | 13.8 (56.8)                                                                                 | 13.4 (56.1)                                                                                 | 9.2 (48.6)                                                                                  | 4.7 (40.5)                                                                                  | 0.6 (33.1)                                                                                  | −3.4 (25.9)                                                                                 | 4.5 (40.1)                                                                                  |
| Média mínima °C (°F)                                                                        | −15.7 (3.7)                                                                                 | −13.0 (8.6)                                                                                 | −8.0 (17.6)                                                                                 | −3.0 (26.6)                                                                                 | 1.9 (35.4)                                                                                  | 6.6 (43.9)                                                                                  | 8.3 (46.9)                                                                                  | 7.7 (45.9)                                                                                  | 2.8 (37)                                                                                    | −3.2 (26.2)                                                                                 | −7.3 (18.9)                                                                                 | −13.5 (7.7)                                                                                 | −18.0 (−0.4)                                                                                |
| Recorde baixa °C (°F)                                                                       | −29.9 (−21.8)                                                                               | −29.5 (−21.1)                                                                               | −26.7 (−16.1)                                                                               | −7.5 (18.5)                                                                                 | −3.2 (26.2)                                                                                 | −0.1 (31.8)                                                                                 | 5.4 (41.7)                                                                                  | 2.7 (36.9)                                                                                  | −3.1 (26.4)                                                                                 | −7.4 (18.7)                                                                                 | −17.2 (1)                                                                                   | −29.5 (−21.1)                                                                               | −29.9 (−21.8)                                                                               |
| Média precipitação mm (pol.)                                                                | 37.9 (1.492)                                                                                | 32.3 (1.272)                                                                                | 38.1 (1.5)                                                                                  | 46.4 (1.827)                                                                                | 79.0 (3.11)                                                                                 | 77.0 (3.031)                                                                                | 98.2 (3.866)                                                                                | 72.5 (2.854)                                                                                | 65.8 (2.591)                                                                                | 51.2 (2.016)                                                                                | 41.4 (1.63)                                                                                 | 33.4 (1.315)                                                                                | 673.0 (26.496)                                                                              |
| Média de dias de precipitação (≥ 0.1 mm)                                                    | 16.93                                                                                       | 15.71                                                                                       | 15.00                                                                                       | 12.87                                                                                       | 14.97                                                                                       | 13.37                                                                                       | 15.00                                                                                       | 12.00                                                                                       | 12.07                                                                                       | 13.40                                                                                       | 14.67                                                                                       | 15.77                                                                                       | 171.74                                                                                      |
| Média de dias ensolarados (≥ 0 cm)                                                          | 17.9                                                                                        | 14.1                                                                                        | 5.5                                                                                         | 0.8                                                                                         | 0.0                                                                                         | 0.0                                                                                         | 0.0                                                                                         | 0.0                                                                                         | 0.0                                                                                         | 0.3                                                                                         | 4.3                                                                                         | 11.9                                                                                        | 54.8                                                                                        |
| Média umidade relativa (%)                                                                  | 85.8                                                                                        | 82.5                                                                                        | 76.3                                                                                        | 69.9                                                                                        | 72.0                                                                                        | 72.7                                                                                        | 73.2                                                                                        | 74.5                                                                                        | 80.2                                                                                        | 83.8                                                                                        | 87.7                                                                                        | 87.5                                                                                        | 78.8                                                                                        |
| Média mensal horas de sol                                                                   | 43.3                                                                                        | 63.2                                                                                        | 100.5                                                                                       | 136.9                                                                                       | 200.8                                                                                       | 193.5                                                                                       | 210.5                                                                                       | 200.7                                                                                       | 125.4                                                                                       | 97.7                                                                                        | 48.8                                                                                        | 32.1                                                                                        | 1 453,4                                                                                     |
| Source #1: Institute of Meteorology and Water Management                                    |                                                                                             |                                                                                             |                                                                                             |                                                                                             |                                                                                             |                                                                                             |                                                                                             |                                                                                             |                                                                                             |                                                                                             |                                                                                             |                                                                                             |                                                                                             |
| Source #2: Meteomodel.pl (records, relative humidity 1991–2020, sunshine 1971–2000)         |                                                                                             |                                                                                             |                                                                                             |                                                                                             |                                                                                             |                                                                                             |                                                                                             |                                                                                             |                                                                                             |                                                                                             |                                                                                             |                                                                                             |                                                                                             |

| Dados climáticos para Kraków-Observatory, 1991–2020 normals, extremes 1951–present | Dados climáticos para Kraków-Observatory, 1991–2020 normals, extremes 1951–present | Dados climáticos para Kraków-Observatory, 1991–2020 normals, extremes 1951–present | Dados climáticos para Kraków-Observatory, 1991–2020 normals, extremes 1951–present | Dados climáticos para Kraków-Observatory, 1991–2020 normals, extremes 1951–present | Dados climáticos para Kraków-Observatory, 1991–2020 normals, extremes 1951–present | Dados climáticos para Kraków-Observatory, 1991–2020 normals, extremes 1951–present | Dados climáticos para Kraków-Observatory, 1991–2020 normals, extremes 1951–present | Dados climáticos para Kraków-Observatory, 1991–2020 normals, extremes 1951–present | Dados climáticos para Kraków-Observatory, 1991–2020 normals, extremes 1951–present | Dados climáticos para Kraków-Observatory, 1991–2020 normals, extremes 1951–present | Dados climáticos para Kraków-Observatory, 1991–2020 normals, extremes 1951–present | Dados climáticos para Kraków-Observatory, 1991–2020 normals, extremes 1951–present | Dados climáticos para Kraków-Observatory, 1991–2020 normals, extremes 1951–present |
| Mês                                                                                | Jan                                                                                | Fev                                                                                | Mar                                                                                | Abr                                                                                | Mai                                                                                | Jun                                                                                | Jul                                                                                | Ago                                                                                | Set                                                                                | Out                                                                                | Nov                                                                                | Dez                                                                                | Ano                                                                                |
| ---------------------------------------------------------------------------------- | ---------------------------------------------------------------------------------- | ---------------------------------------------------------------------------------- | ---------------------------------------------------------------------------------- | ---------------------------------------------------------------------------------- | ---------------------------------------------------------------------------------- | ---------------------------------------------------------------------------------- | ---------------------------------------------------------------------------------- | ---------------------------------------------------------------------------------- | ---------------------------------------------------------------------------------- | ---------------------------------------------------------------------------------- | ---------------------------------------------------------------------------------- | ---------------------------------------------------------------------------------- | ---------------------------------------------------------------------------------- |
| Recorde alta °C (°F)                                                               | 17.3 (63.1)                                                                        | 21.0 (69.8)                                                                        | 24.7 (76.5)                                                                        | 31.2 (88.2)                                                                        | 33.7 (92.7)                                                                        | 36.0 (96.8)                                                                        | 36.7 (98.1)                                                                        | 38.3 (100.9)                                                                       | 35.8 (96.4)                                                                        | 27.9 (82.2)                                                                        | 24.0 (75.2)                                                                        | 19.9 (67.8)                                                                        | 38.3 (100.9)                                                                       |
| Média máxima °C (°F)                                                               | 10.9 (51.6)                                                                        | 13.3 (55.9)                                                                        | 18.9 (66)                                                                          | 25.3 (77.5)                                                                        | 28.9 (84)                                                                          | 32.1 (89.8)                                                                        | 33.4 (92.1)                                                                        | 33.2 (91.8)                                                                        | 28.4 (83.1)                                                                        | 24.4 (75.9)                                                                        | 17.8 (64)                                                                          | 11.6 (52.9)                                                                        | 34.7 (94.5)                                                                        |
| Média alta °C (°F)                                                                 | 2.3 (36.1)                                                                         | 4.4 (39.9)                                                                         | 9.1 (48.4)                                                                         | 15.8 (60.4)                                                                        | 20.6 (69.1)                                                                        | 24.0 (75.2)                                                                        | 26.0 (78.8)                                                                        | 25.8 (78.4)                                                                        | 20.2 (68.4)                                                                        | 14.6 (58.3)                                                                        | 8.2 (46.8)                                                                         | 3.3 (37.9)                                                                         | 14.5 (58.1)                                                                        |
| Média diária °C (°F)                                                               | −1.0 (30.2)                                                                        | 0.4 (32.7)                                                                         | 4.1 (39.4)                                                                         | 9.8 (49.6)                                                                         | 14.6 (58.3)                                                                        | 18.3 (64.9)                                                                        | 20.0 (68)                                                                          | 19.3 (66.7)                                                                        | 14.2 (57.6)                                                                        | 9.2 (48.6)                                                                         | 4.4 (39.9)                                                                         | 0.2 (32.4)                                                                         | 9.5 (49.1)                                                                         |
| Média baixa °C (°F)                                                                | −3.5 (25.7)                                                                        | −2.6 (27.3)                                                                        | 0.3 (32.5)                                                                         | 4.8 (40.6)                                                                         | 9.5 (49.1)                                                                         | 13.2 (55.8)                                                                        | 14.9 (58.8)                                                                        | 14.4 (57.9)                                                                        | 10.1 (50.2)                                                                        | 5.7 (42.3)                                                                         | 1.7 (35.1)                                                                         | −2.2 (28)                                                                          | 5.5 (41.9)                                                                         |
| Média mínima °C (°F)                                                               | −14.0 (6.8)                                                                        | −11.4 (11.5)                                                                       | −6.4 (20.5)                                                                        | −1.6 (29.1)                                                                        | 3.0 (37.4)                                                                         | 8.1 (46.6)                                                                         | 9.9 (49.8)                                                                         | 9.2 (48.6)                                                                         | 3.8 (38.8)                                                                         | −1.8 (28.8)                                                                        | −5.8 (21.6)                                                                        | −11.6 (11.1)                                                                       | −16.4 (2.5)                                                                        |
| Recorde baixa °C (°F)                                                              | −26.1 (−15)                                                                        | −26.8 (−16.2)                                                                      | −23.2 (−9.8)                                                                       | −4.6 (23.7)                                                                        | −1.8 (28.8)                                                                        | 2.3 (36.1)                                                                         | 6.6 (43.9)                                                                         | 4.5 (40.1)                                                                         | −2.6 (27.3)                                                                        | −5.7 (21.7)                                                                        | −16.1 (3)                                                                          | −25.7 (−14.3)                                                                      | −26.8 (−16.2)                                                                      |
| Média precipitação mm (pol.)                                                       | 37.9 (1.492)                                                                       | 33.3 (1.311)                                                                       | 38.3 (1.508)                                                                       | 48.4 (1.906)                                                                       | 82.6 (3.252)                                                                       | 81.1 (3.193)                                                                       | 98.6 (3.882)                                                                       | 75.1 (2.957)                                                                       | 70.3 (2.768)                                                                       | 53.1 (2.091)                                                                       | 41.8 (1.646)                                                                       | 32.4 (1.276)                                                                       | 693.0 (27.283)                                                                     |
| Média de dias de precipitação (≥ 0.1 mm)                                           | 16.9                                                                               | 15.2                                                                               | 14.9                                                                               | 12.9                                                                               | 14.6                                                                               | 13.8                                                                               | 14.7                                                                               | 12.4                                                                               | 12.0                                                                               | 13.6                                                                               | 14.7                                                                               | 16.3                                                                               | 172.0                                                                              |
| Média umidade relativa (%)                                                         | 82.2                                                                               | 78.9                                                                               | 73.0                                                                               | 66.1                                                                               | 68.4                                                                               | 68.9                                                                               | 70.0                                                                               | 72.4                                                                               | 79.3                                                                               | 82.7                                                                               | 84.8                                                                               | 83.9                                                                               | 75.9                                                                               |
| Fonte: https://meteomodel.pl/dane/srednie-miesieczne                               |                                                                                    |                                                                                    |                                                                                    |                                                                                    |                                                                                    |                                                                                    |                                                                                    |                                                                                    |                                                                                    |                                                                                    |                                                                                    |                                                                                    |                                                                                    |

## Esporte

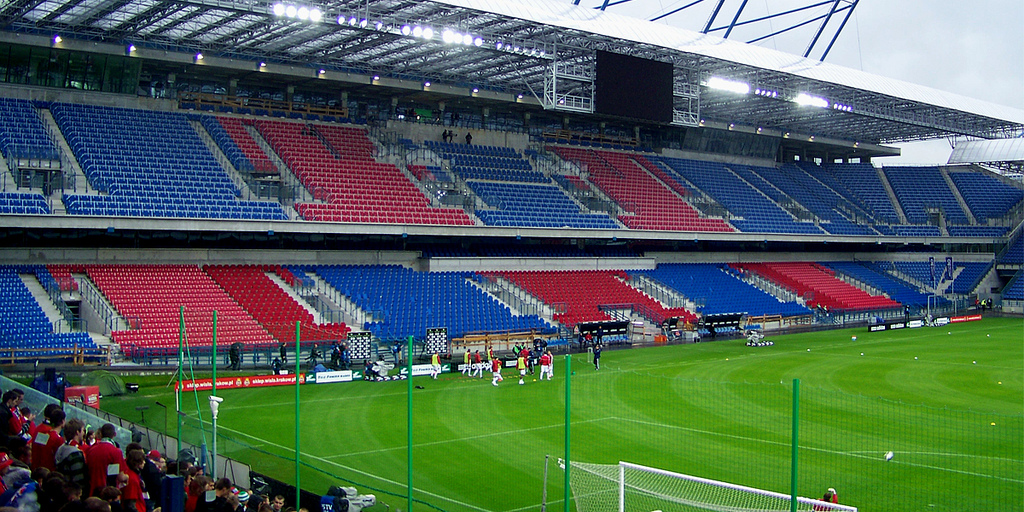
Estádio municipal

A cidade é sede de importantes clubes desportivos, entre eles, o Wisła Kraków (em português, Wisla Cracóvia), um dos maior campeões poloneses de futebol; a equipe manda seus jogos no Estádio Henryk Reyman, com capacidade para 33 326 pessoas. Seu maior rival, o MKS Cracóvia, chamado apenas por Cracovia, manda seus jogos no Estádio Józef Piłsudski, que capacidade de público de 15 016 pessoas; o clássico é conhecido por Holy War (Guerra Santa). O Garbarnia Kraków (em português, Garbania Cracóvia), muitas vezes citado apenas como "Garbarnia" é um clube esportivo dos trabalhadores, seu campo, o modesto Estádio RKS Garbarnia Cracóvia iniciou reformas em 2014 para aumentar sua capacidade, atualmente o local possui 1 000 cadeiras, com planejamento para ampliação estipulado para 4 500 lugares.
Palco de eventos grandes esportivos, a cidade foi uma das subsedes do Campeonato Mundial de Voleibol Masculino de 2014 e a sede dos Jogos Europeus de 2023.
Foi atacada e devastada pelos mongóis em 1241, 1259 e 1287. Fez parte da Áustria, com o nome de Krakau, de 1795 a 1809 e de 1846 a 1914.

## Etimologia
O nome de Cracóvia é tradicionalmente derivado de Krakus (Krak, Grakch), o lendário fundador de Cracóvia e governante da tribo dos Viscosões. Em polonês, Cracóvia é uma forma arcaica possessiva de Krak e significa essencialmente "Krak (cidade)". A verdadeira origem do nome é altamente disputada entre os historiadores, com muitas teorias existentes e sem consenso unânime. A primeira menção registrada do Príncipe Krakus (então escrito como Grakch) remonta a 1190, embora a cidade existisse já no século VII, quando era habitada pela tribo dos Vistulanos. É possível que o nome da cidade seja derivado da palavra kruk, que significa 'corvo' ou 'corvo'.
O nome oficial completo da cidade é Stołeczne Królewskie Miasto Cracóvia,que pode ser traduzido como "Capital Real de Cracóvia". Em inglês, uma pessoa nascida ou que vive em Cracóvia é uma Cracovian (polonês: krakowianin ou krakus). Até a década de 1990, a versão em inglês do nome era frequentemente escrita como Cracóvia, mas agora a versão em inglês moderno mais difundida é Cracóvia.

## Personalidades famosas

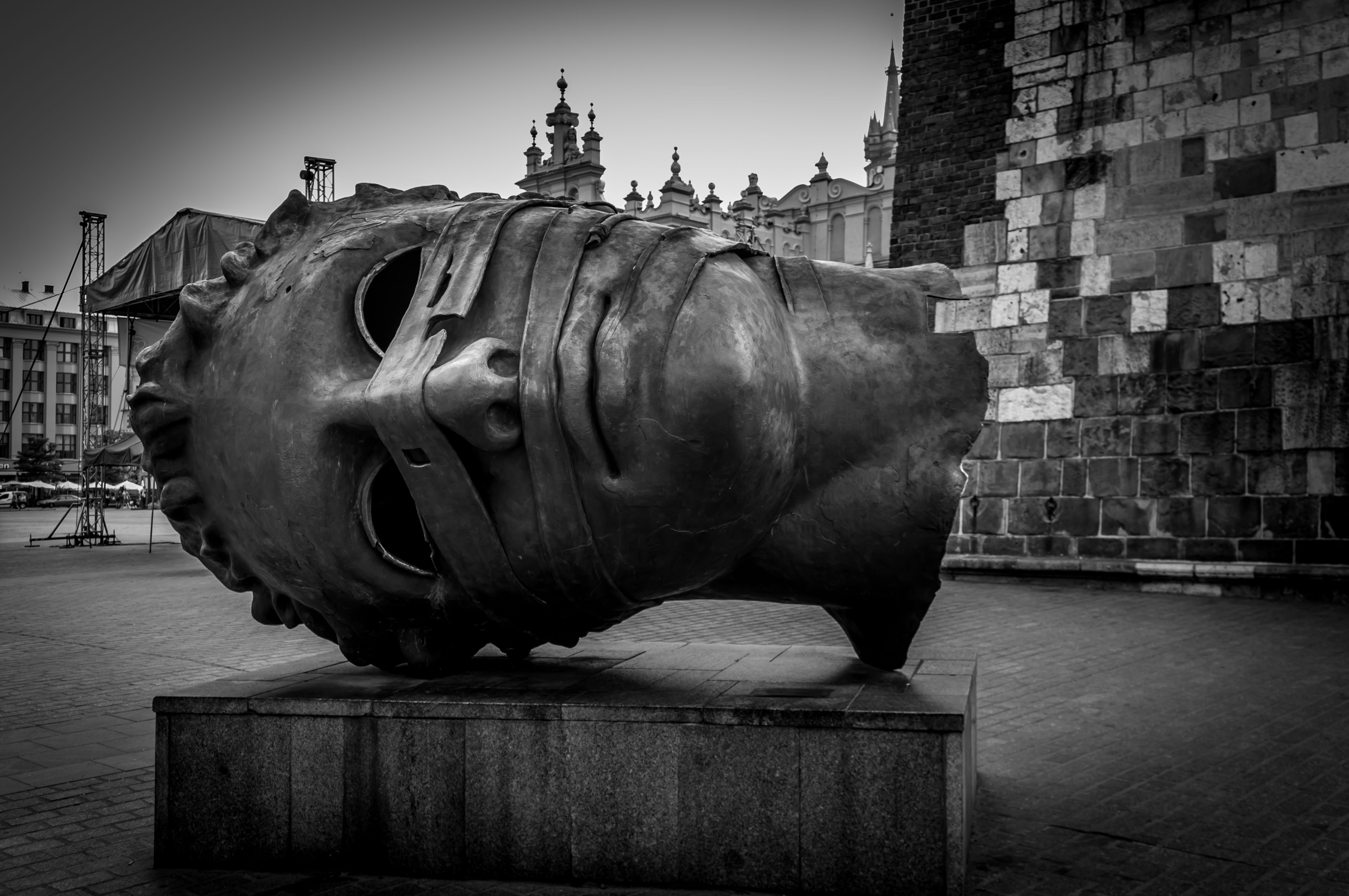
Estátua de Igor Mitoraj, situada no Rynek Glowny

- Faustina Kowalska, santa católica e impulsionadora da devoção à Divina Misericórdia
- Karol Józef Wojtyła (Papa João Paulo II), foi bispo auxiliar (1958–1964) e Arcebispo de Cracóvia (1964–1978)
- Bronisław Malinowski (1884–1942)
- O Dragão de Wawel
- Robert Kubica (o único piloto polonês de Fórmula 1)
- Agnieszka Radwańska (jogadora de ténis)
- Stefan Banach (matemático)
- Robert Gadocha (futebolista)
- Max Fleischer (animador)
- Ludwig Gumplowicz
- Wojciech Has
- Josef Hofmann
- Stanisław Hozjusz
- Roman Ingarden
- Franciszek Macharski
- Jan Matejko
- Jerzy Stuhr

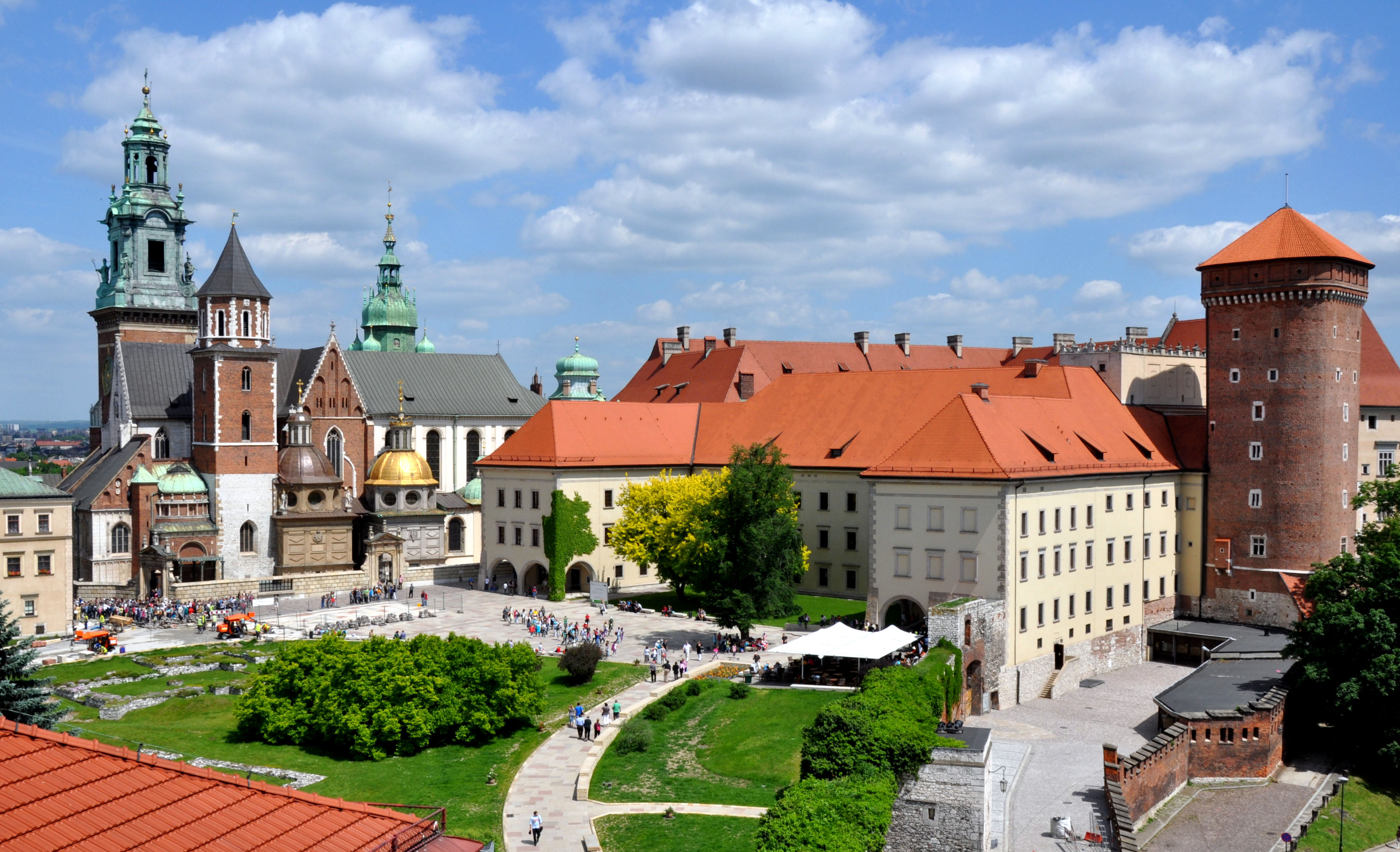
Catedral e Castelo Real de Wawel
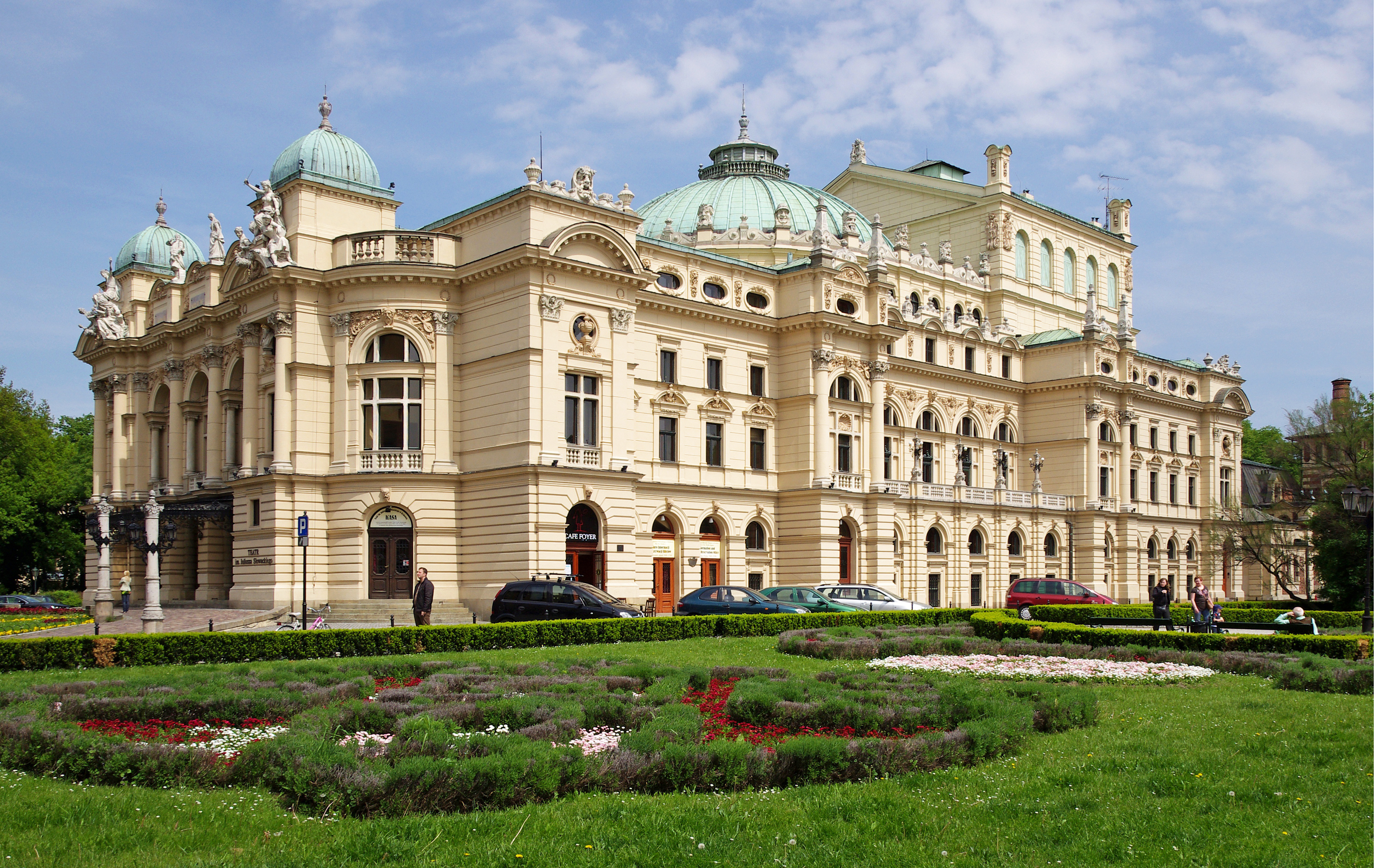
Teatro de Juliusz Słowacki
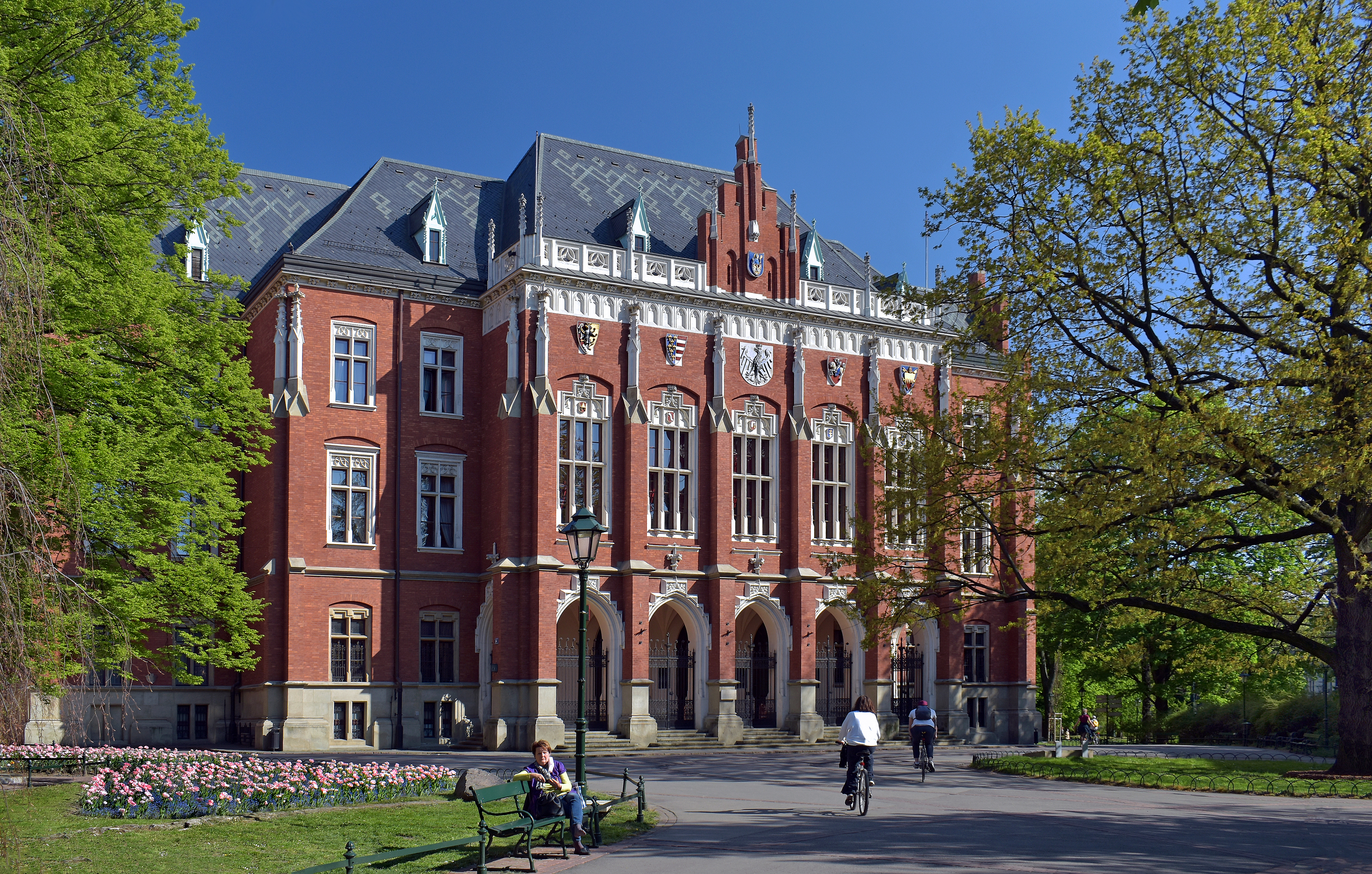
Universidade Jaguelônica
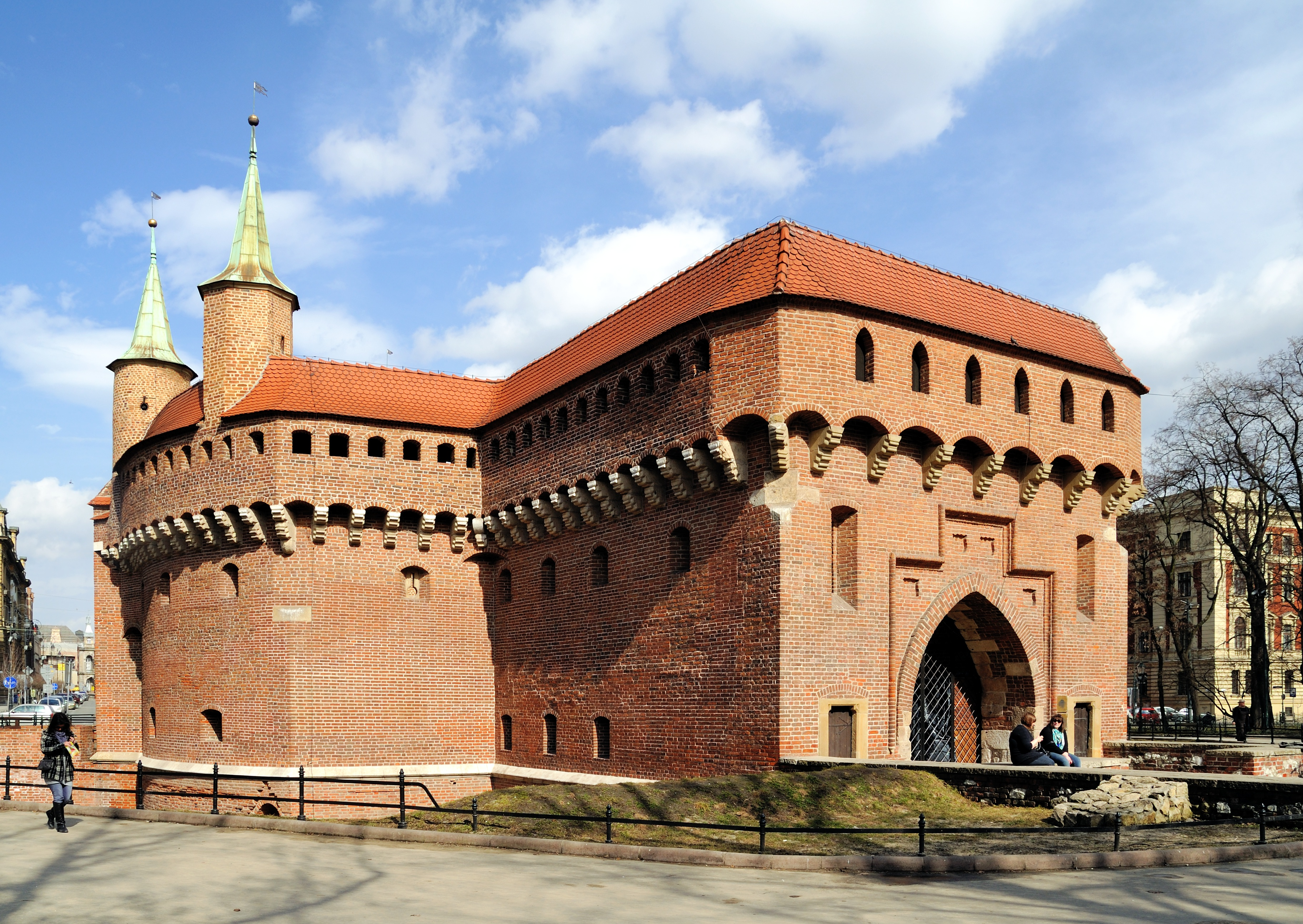
Barbacã
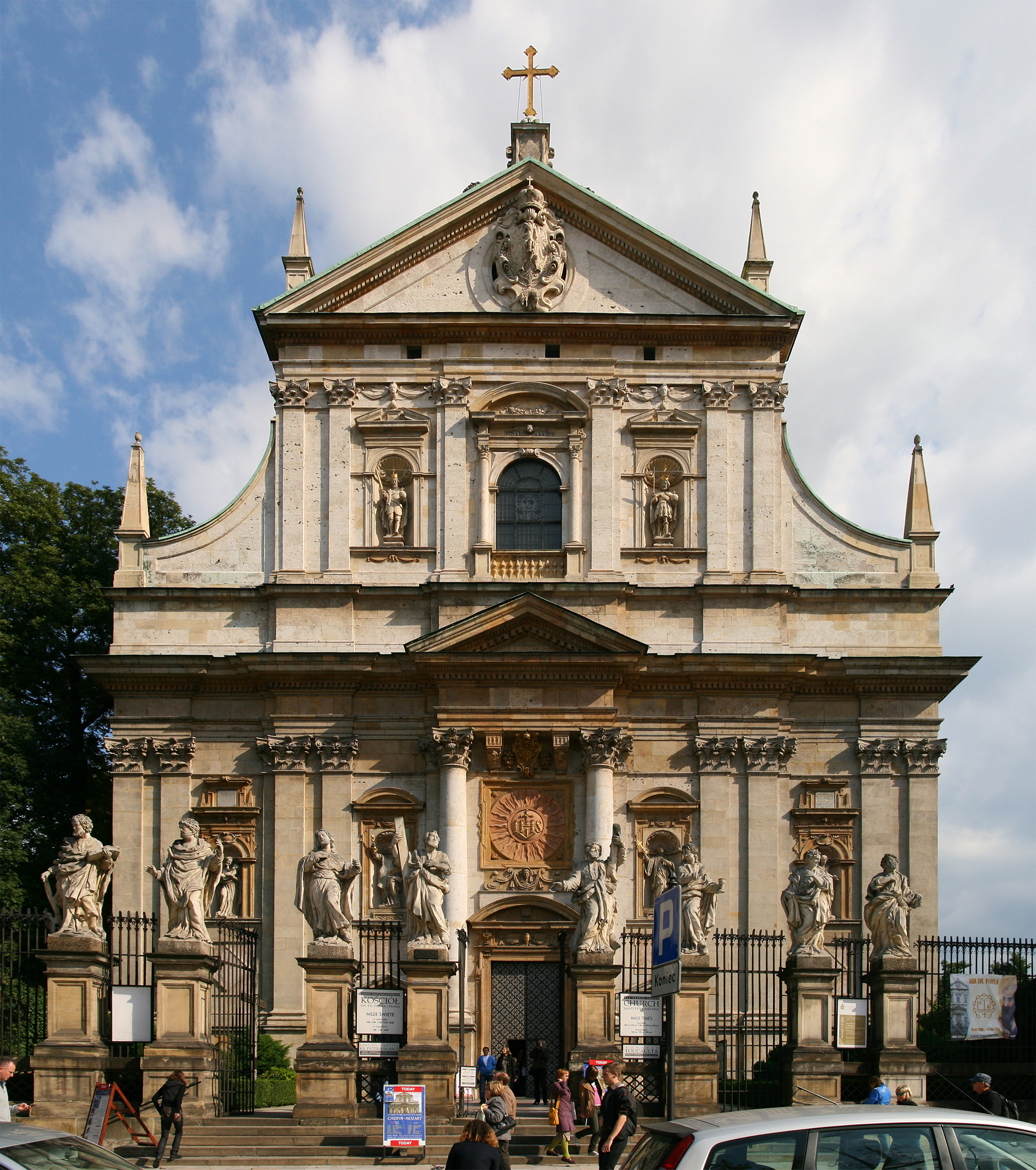
Igreja dos Santos Pedro e Paulo